# St. Barbara (Neudorf)

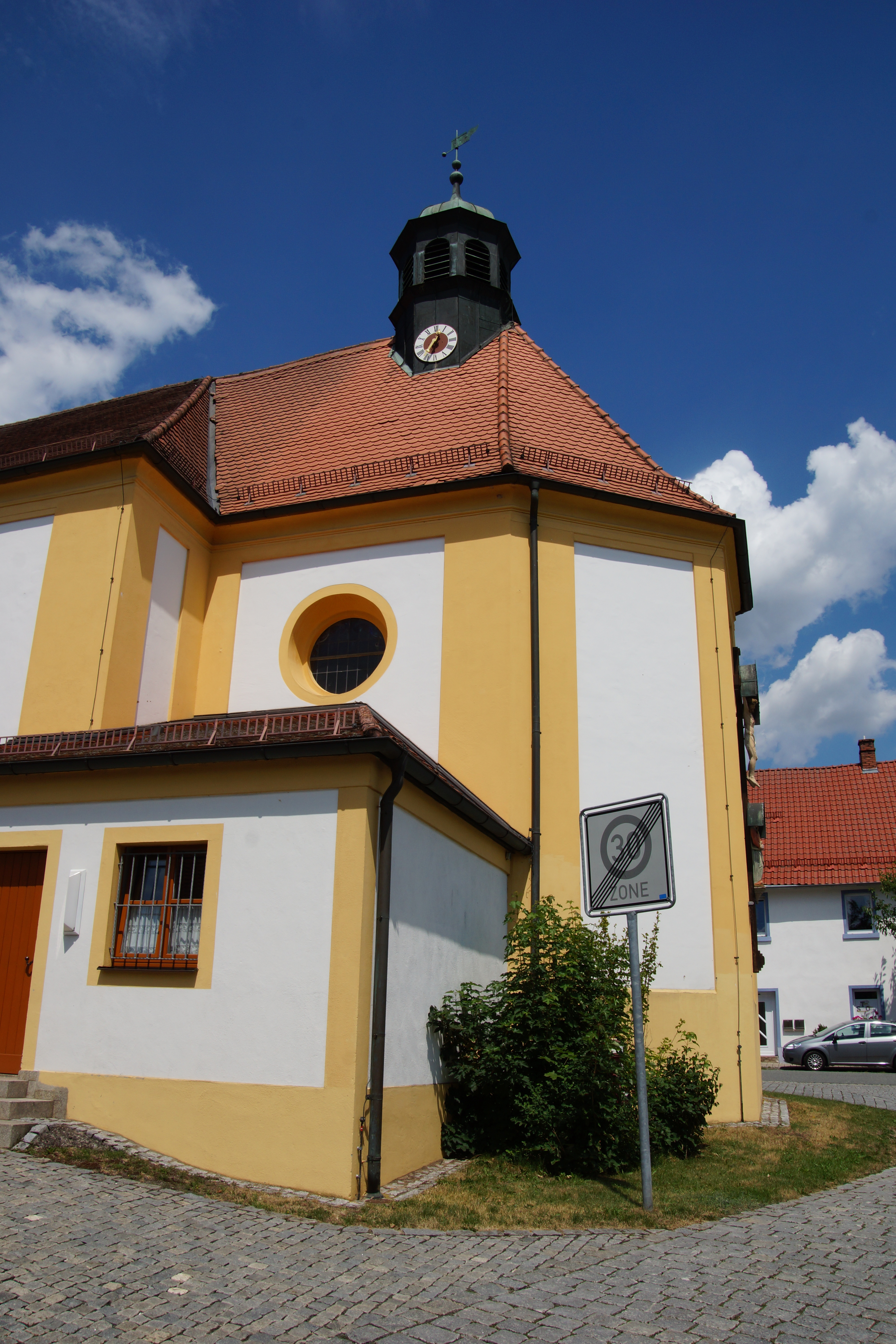
Katholische Filialkirche St. Barbara in Neudorf bei Luhe

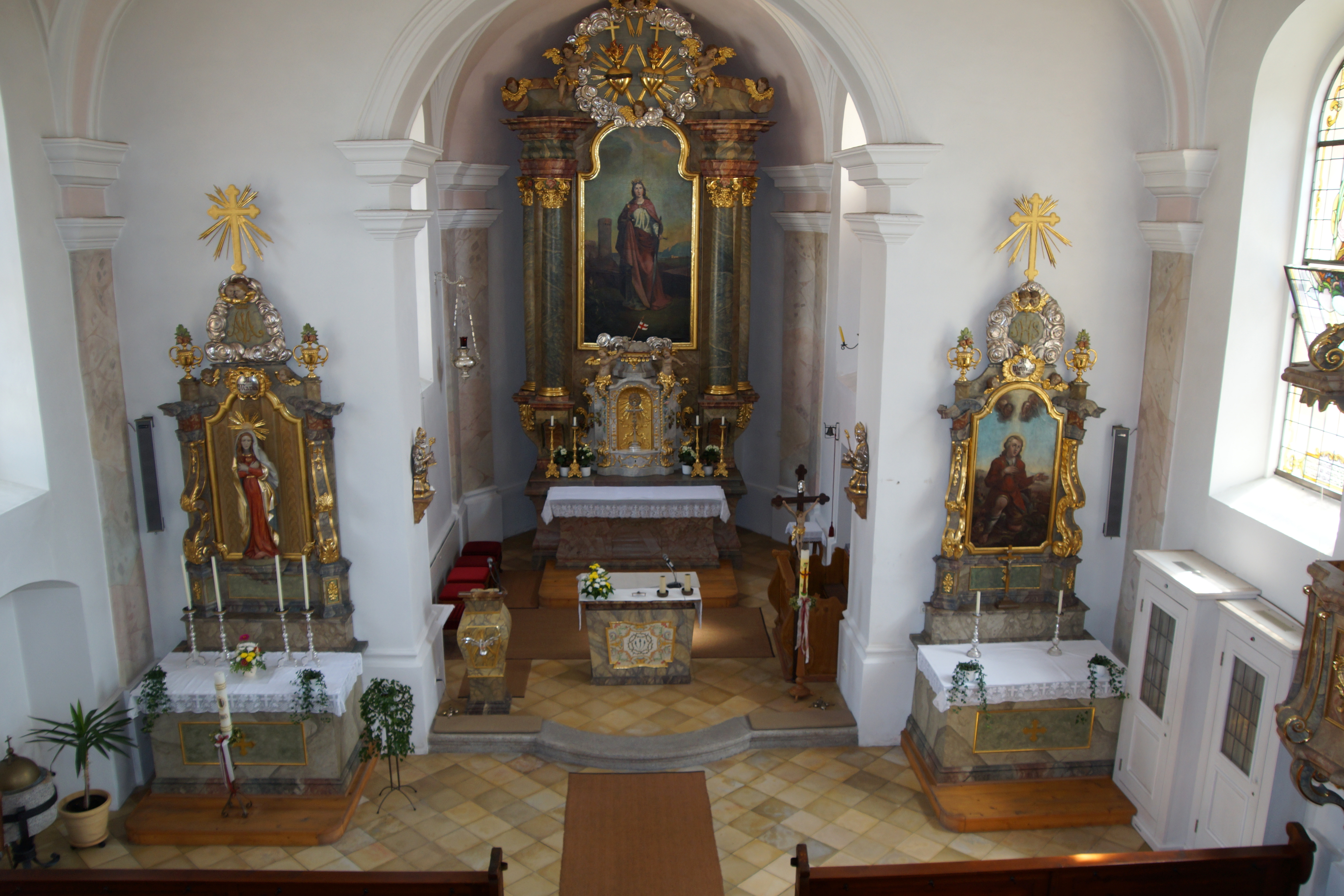
Haupt- und Nebenaltäre der Kirche St. Barbara in Neudorf

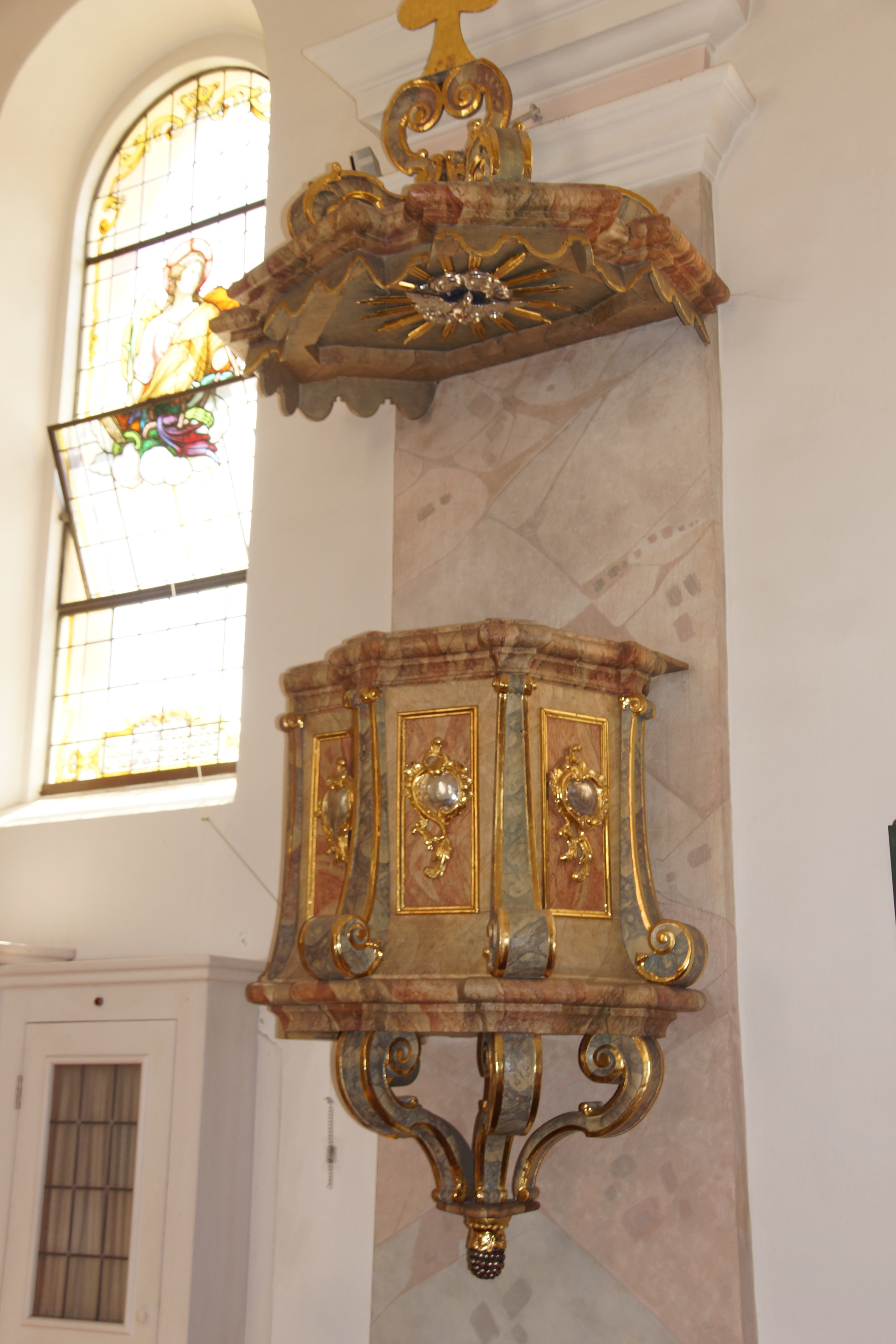
Kanzel der Kirche St. Barbara in Neudorf

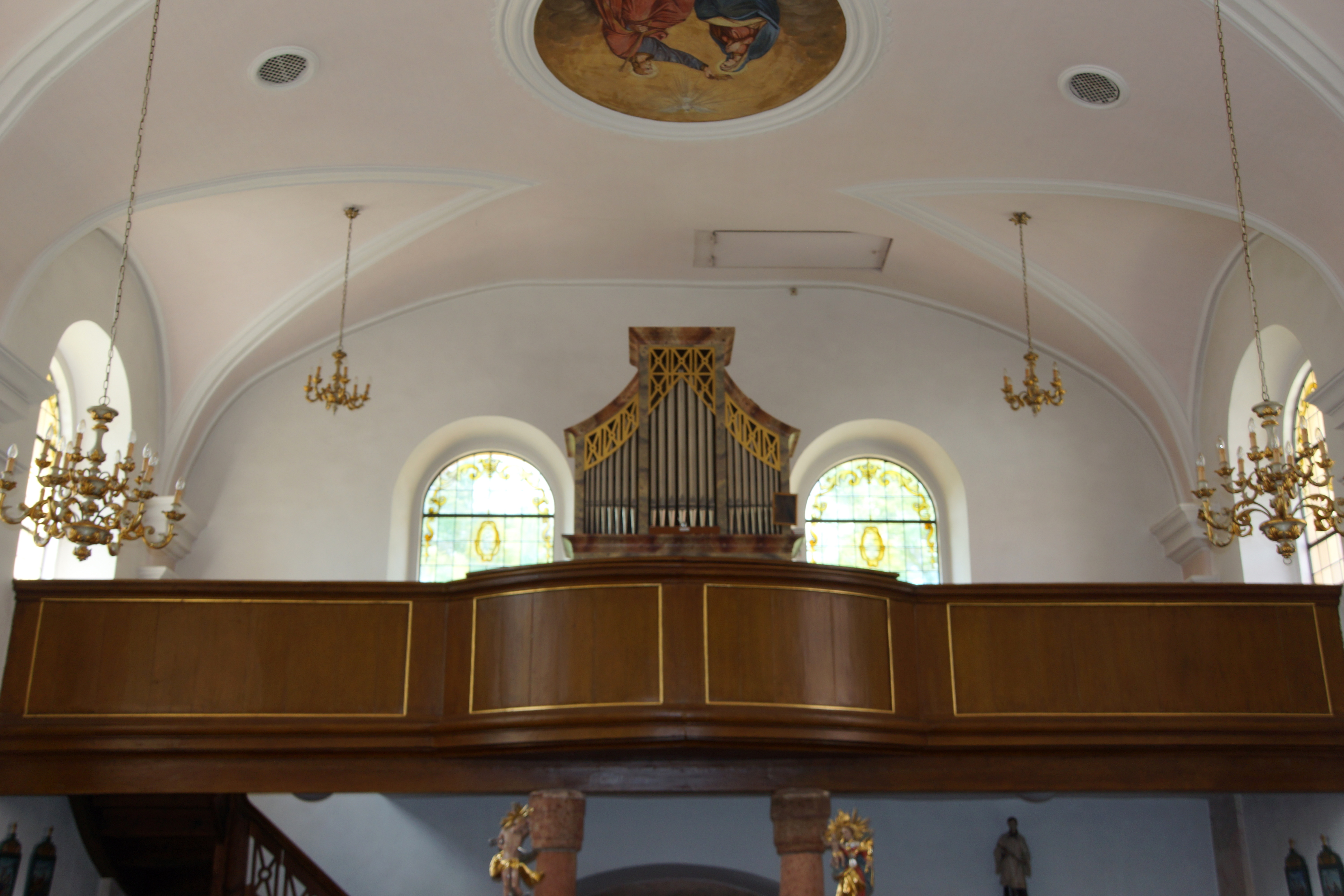
Empore und Orgel der Kirche St. Barbara in Neudorf

Die römisch-katholische Filialkirche St. Barbara befindet sich im Ortsteil Neudorf des Oberpfälzer Marktes Luhe-Wildenau (Neudorf 31). Sie gehört heute zur Pfarrgemeinde St. Martin in Luhe. 

## Geschichte
1367 kauften die Wildensteiner das Gut Neudorf. 1384 verkauft Ruprecht von Freudenberg an seine Schwester Anna Wildensteinerin für die von ihr erbaute Kirche zu Neudorf die Vogtei über vier Bauerngüter in Schleißdorf (heute Ortsteil von Freudenberg). Bereits damals war die Kirche der hl. Barbara geweiht. 1503 ist ein Hans Fischer als Benefiziat und Frühmesser genannt, 1508 wird hier ein Christian Leutersheimer als Benefiziat genannt. Das Neudorfer Benefizium bestand bis 1529. Damals erwarben die Landgrafen von Leuchtenberg Neudorf, Adam von Freudenberg kaufte aber die Vogtei über die vier Höfe wieder zurück. Die Landgrafen von Leuchtenberg dürften ein Früßmessbenefizium in Form von landwirtschaftlichen Grundstücken eingerichtet haben. Zumeist hat ein Kaplan von Luhe hier die Messe gelesen. 1538 wird ein Melchior Schegner als Frühmesser zu Neudorf genannt, 1572 erhielt der Pfreimder Stadtpfarrer das Neudorfer Benefizium als Zulage, 1587 ist Johann Gröbl der Frühmesser. 1590 wird bei einer Bestandsaufnahme der Pfarrei Luhe gesagt, dass zwei Drittel des Zehents an den Grundherrn und ein Drittel an den Pfarrer geht. 
1591 ließen die Landgrafen von Leuchtenberg in Neudorf einen Kirchturm bauen. 1622 durften die Einnahmen aus dem unbesetzten Benefizium nach einem Beschluss des Bistums Regensburg für das notleidende Franziskanerkloster Pfreimd verwendet werden. 1656 erhielt wieder der Pfreimder Pfarrer das Benefizium. 1693 beantragt der Pfarrer Lederer das Benefizium, da er einen Kooperator zu halten habe. Im Unterschied zur Pfarrei in Luhe muss die Neudorfer Kirchenstiftung sehr solvent gewesen sein, z. B. übernahm sie 1735 bis 1737 einen Großteil der Kosten für die Wiedererrichtung des Pfarrhofes von Luhe.

## Kirchengebäude
Um 1770 wurde eine neue Kirche in Neudorf erbaut. Hoch- und Nebenaltäre wurden von dem Schreinermeister Peter Bacher und dem Bildhauer Philipp Luz von Amberg gefertigt. Das Altarbild der Hl. Barbara schuf der Amberger Maler Johann Michael Wild. 
Die Kirche wurde am 15. Juni 1814 durch einen Brand stark beschädigt. Der Wiederaufbau fand erst 1819 statt, da zuerst die Wohn- und Wirtschaftsgebäude gebaut werden mussten. Der Bau von 1819 erfolgte als Saalkirche mit einem Walmdach und einem eingezogenen, fünfseitig geschlossenen Chor, der Chor erhielt ein Kreuzgewölbe. Der Kirchenbau hat drei Fensterachsen und ein Tonnengewölbe. Der Dachreiter ist mit einer Glockenhaube ausgestattet. Zu der Kirche gehört ein Dorfkreuz; dieses ist ein Kruzifix mit einer Muttergottesfigur aus Holz, es ist farbig gefasst und stammt aus der Zeit um 1900.
1926 erhielt Neudorf einen eigenen Friedhof mit einem Aussegnungsgebäude (bis dahin mussten die Verstorbenen in Luhe beerdigt werden). 1950 errichteten die Neudorfer, großteils in Eigenleistung, einen Pfarrhof. Der erste hier tätige Priester war der pensionierte Pfarrer Johann Baptist Wagner, auf ihn folgte der Pfarrer Anton Schlosser. Eine Zeit lang wurden die Gottesdienste von den Augustinern von Weiden gehalten, nun ist der Pfarrer von Luhe dafür zuständig. 
1953 erhielt die Kirche eine Sakristei. 1959 und 1977 wurde die Kirche von außen renoviert, eine erste Innenrenovierung fand 1961 statt. 1989  musste das Ziegeldach erneuert werden, in den Jahren 1994 bis 1996 wurde die Kirche unter Pfarrer Josef Schön einer grundlegenden Renovierung unterzogen; etwa ein Viertel der Kosten konnte durch Spenden aufgebracht werden. Am 20. Oktober 1996 wurde der Abschluss der Arbeiten mit einem Dankgottesdienst gefeiert. 

## Ausstattung
Der barocke Hochaltar mit dem Bild der heiligen Barbara stammt von 1700. Der Tabernakel ist ein Werk des Rokoko, ebenso die beiden Seitenaltäre (ein Marien- und ein Wendelinaltar) sowie die Kanzel.